# Dwayne Washington
Dwayne Alonzo "Pearl" Washington (Brooklyn, Nova York 6 de gener de 1964-20 d'abril de 2016) va ser un jugador de bàsquet nord-americà que va disputar tres temporades en la NBA. Amb 1,88 metres d'alçada, jugava en la posició de base. Se li coneixia com "The Pearl" des de la seva època d'institut per la seva semblança en el joc d'Earl "The Pearl" Monroe.

## Trajectòria esportiva

### Universitat
Després d'haver estat considerat en 1983 el millor jugador de high school del país, pel que va disputar aquest any el McDonald's All-American Team, el partit que reuneix als millors jugadors d'institut del país, va jugar durant tres temporades amb els Orangemen de la Universitat de Syracuse, en les quals va obtenir una mitjana de 15,6 punts i 6,7 assistències per partit. Va ser triat Rookie de l'Any de la Big East Conference el 1984 i inclòs en el millor equip de la conferència en els tres anys que va jugar com a universitari. En 1985 i 1986 va ser inclòs en el tercer equip All-American.

### Professional
Va ser triat en la tretzena posició del Draft de la NBA de 1986 per New Jersey Nets, on malgrat jugar com a titular en la majoria dels partits en la seva primera temporada, no va complir amb les expectatives que es tenien, va obtenir una mitjana de 8,6 punts i 4,2 assistències per trobada. Després d'una nova temporada mediocre amb els Nets, va ser inclòs en el draft d'expansió d'aquest any, sent triat per Miami Heat, equip que debutava en la competició. Però el seu paper en l'equip va ser de nou secundari, acabant l'any amb 7,6 punts i 4,2 assistències per partit, pel que els Heat van decidir no renoverle, després de la qual cosa es va retirar de l'esport en actiu. En el total de la seva curta carrera com a professional va obtenir una mitjana de 8,6 punts i 3,8 assistències per nit.

#### Estadístiques en la NBA

##### Temporada regular
| Temporada | Edat | Equip           | Lliga | P   | TIT | MIN  | TC  | TCA | %TC  | 3P  | 3PA | %3P  | TL  | TLA | %TL  | R.of. | R.DEF. | REB | ASIS | ROB | TAP | PER | FP  | PTS |
| 1986-87   | 23   | New Jersey Nets | NBA   | 72  | 61  | 22.2 | 3.6 | 7.5 | .478 | 0.1 | 0.3 | .167 | 1.4 | 1.7 | .784 | 0.5   | 1.3    | 1.8 | 4.2  | 1.3 | 0.1 | 2.4 | 2.6 | 8.6 |
| 1987-88   | 24   | New Jersey Nets | NBA   | 68  | 10  | 20.3 | 3.6 | 8.0 | .448 | 0.2 | 0.7 | .224 | 1.9 | 2.8 | .698 | 0.8   | 0.9    | 1.7 | 3.0  | 1.3 | 0.1 | 2.1 | 2.4 | 9.3 |
| 1988-89   | 25   | Miami Heat      | NBA   | 54  | 8   | 19.7 | 3.0 | 7.2 | .424 | 0.0 | 0.3 | .071 | 1.5 | 1.9 | .788 | 0.9   | 1.4    | 2.3 | 4.2  | 1.4 | 0.1 | 2.3 | 1.9 | 7.6 |
| Total     |      |                 | NBA   | 194 | 79  | 20.8 | 3.4 | 7.6 | .452 | 0.1 | 0.4 | .184 | 1.6 | 2.2 | .746 | 0.7   | 1.2    | 1.9 | 3.8  | 1.3 | 0.1 | 2.3 | 2.3 | 8.6 |